# Лига правде
Лига правде је измишљени тим суперхероја који се појављују у америчким стриповима издатим од стране ДЦ анимираног универзума. Лига правде је створена од стране писца Гарднера Фокса, и први пут се појавила у стрипу Храбри и одважни #28 (фебруар-Март 1960).
Тим је скуп хероја који заједно чине Лигу правде. Седам првобитних чланова су: Супермен, Бетмен, Чудесна жена, Аквамен, Флеш, Зелена светиљка и Марсовски ловац на главе. Тим се током година више пута мењао, и у њему је била већина супер хероја из ДЦ универзума.
Лига правде је у октобру 1960. године добила свој лични стрип, назван Лига правде Америке (енгл. Justice League of America или JLA). Године 2011. ДЦ је обновио свој универзум, и објавио из почетка прерађене приче свих својих јунака и тимова. Тада је објављен и други том Лиге Правде, а 2015. године је објављен четврти том Лиге Правде Америке. Од настанка, тим се више пута појавио у филмовима, телевизијским и анимираним серијама и видео-играма.

## Историја издавања
Након успешног представљања великог броја суперхероја златног доба ДЦ универзума педесетих година, уредник Џулијус Шварц је ангажовао творца Гарднера Фокса да поново представи и осавремени Друштво праведника Америке предачу Лиге правде (енгл. Justice Society of America). Шварц је, под утицајем популарности бејзбол лиге у Америци, одлучио да преименује Друштво праведника у Лигу правде.
Лига правде Америке је дебитовала у стрипу Храбри и одважни #28 (март 1960) и после још два појављивања у том стрипу, добили су свој лични и убрзо постали најпопуларнији и најпродаванији наслов. Фокс и ангажовани цртач, Мајк Сековски, били су задужени за стрип првих осам година. Последње издање Сековског је било 63. (jун 1968), а Фокс је отишао након издања број 65 (септембар 1968).
Шварц је постао нови уредник и остао на тој позицији до 1979.

### Сребрно и бронзано доба/Лига правде Америке
Седам првобитних чланова лиге били су у то време најпопуларнији ДЦ хероји: Супермен, Бетмен, Аквамен, Флеш, Чудесна жена, Зелена Светиљка и Марсовски ловац на главе. Обзиром на то да су се у Лиги мало појављивали, Супермен и Бетмен су ретко били на корицама стрипова. Још три хероја, Зелена стрела, Човек соко и Атом су прикључени тиму четири година касније. База тима била је у малој пећини у близини градића Хепи Харбор, на острву Род. Тинејџер Лукас „Снапер“ Кар је такође био прикључен неким мисијама тима, поставши уједно маскота тима и његов члан. Снапер је помогао тиму да савлада зликовца Стара Освајача у првом појављивању тима.
Супер зликовац Доктор Светлост се први пут сукобио са тимом у издању #12 (jун 1962). У Лиги Правде Америке #21 и #22 (август-септембар 1963) су први пут сарађивали Лига правде и Друштво Праведника Америке а ту се појавило и прво коришћење израза "криза" (енгл. Crisis) у смислу преплитања прича ликова. Њихова следећа сарадња представила је опасност од стране Синдиката зликоваца са Земље-3. Суперхероју Метаморфу је понуђено место у Лиги, које је он одбио.
Након одласка раних аутора Гарднера Фокса и Мајка Сековског, писац Дени Онил и цртач Дик Дилин постали су задужени за стрипове. Дилин је цртао издања од #64 х(август 1968) до #183 (октобар 1980). Онил је реконструисао Лигу избацивши Чудесну жену у #69 и Марсовског ловца на главе у #71 броју едиције. Након сарадње Лиге правде и Друштва праведника у издањима #73 и #74 и смрти њеног мужа, Црна Канаринка је одлучила да започне живот из почетка, тако што се преселила на Земљу-1 и прикључила Лиги. У наредним издањима је описан развој моћи овог лика познат као "плач канаринца". У издању #77 (децембар 1969) Снапер је заведен од стране Џокера да му открије тајно седиште Лиге, након чега је избачен из исте.

#### Године сателита
Због потребе за новим тајним склоништем, Лига правде се преселила у сателит који кружи око Земље. У епизоди Лига Правде Америке #78 (фебруар 1970) Истегљиви човек, Црвени торнадо, Човек соко, Затана и Ватрена олуја су се прикључили тиму, док се Чудесна жена вратила.

#### Детроит
У покушају да зараде на популарности тима, Гери Конвеј и Чак Патон су „оживели” стрипове о Лиги правде. Након неуспеха првобитних хероја у одбрани Земље од инвазије Марсоваца, Аквамен је расформирао Лигу правде и поновно ју је формирао само са члановима који су могли да дају својих 100% циљевима Лиге. Новом тиму су се поред Аквамена прикључили Затара, Марсовски ловац на главе, Истегљиви човек и Виксен, као и трио тинејџера Гипси, Вибрација и Челик. Аквамен напушта тим након годину дана, и улогу лидера преузима Марсовски ловац на главе. Ова серија стрипова трајала је у издањима #258–#261, написаним од стране Џ. М. Дематеиса и Лука Макдонела. Детроит ера се завршава након убистава Вибрације и Челика од стране робота које је направио дугогодишњи непријатељ Лиге, професор Иво, и напуштања тима од стране Виксен, Гипсија и Истегљивог човека.

## Модерне инкарнације Лиге правде

### Интернационална Лига правде
1968. године нови серијал "Легенде" (енгл. Legends) је укључивао и поновно „оживљавање” Лиге правде. Нови тим је назван Интернационална Лига правде. Творци нове серије стрипова Кит Гифен, Џ. М. Дематеис и Кевин Мегвајер (касније и Адам Хјуз) додали су хумор у приче. Тиму су се прикључили Бетмен, Црна Канаринка, Плава буба, Капетан Марвел, Доктор Светлост, Доктор Судбина, Марсовски ловац на главе, Господин Чудо и Гај Гарднер (Зелена Светиљка), док су се касније прикључили и Бустер Голд, Капетан Атом, Ватра, Лед и двојица Црвених Ракета. Гифен/Дематеис тим је одржавао нову поставу 5 година, до завршетка серије 1991. и 1992. године.

### Лига правде Америке
Слаба продаја претходне серије је изазвала ДЦ да оживи Лигу као самосталан тим са самосталним насловом. Лига правде Америке је образована у септембру 1996. ограниченом серијом стрипова Лига Правде: Ноћна мора средине лета, од стране Марка Вајда и Фабијана Ницијезе, који су ујединили велику седморку Лиге први пут након "Кризе на бесконачним Земљама".
1997. године ДЦ је издао нову серију стрипова Лига правде Америке, чији су аутори били Грант Морисон, Хауард Портер и Џон Дел. Морисон је алегорично представио Лигу као скуп богова, са различитим личностима и моћима, укључујући у Лигу Зауриела, Велику Барду,Ориона, Ловкињу, Оракле, Челика и Пластичног човека. Лиги су се привремено прикључили и Азтек, Жена Сутрашњице и Зелена Стрела (Конор Хоук).

### Нова 52
У недељи 24 серије која је названа Нова ера 52, Ватрена олуја је регрутовао групу хероја да поново састави Лигу правде. Уз њега су били Ватрени Соко, Супер-Шеф, Булетир и Буба из заседе. Борили су се против поремећеног Скитса, који је убио Супер-Шефа и преузео његове моћи, као и још много људи који су стекли моћи преко пројекта Лекса Лутора „Свечовек”. Након тога, Ватрена олуја је распустио тим.
У септембру 2011. године, након завршетка Временског парадокса, сви ДЦ-јеви наслови су отказани, и поново објављени у серији Нова 52, поновно рестартујући универзум. Лига правде Америке је поново постала Лига правде, писана од стране Џофа Џонса и цртана од стране легендарног Џима Лија, и била је први издати наслов – објављена је на исти дан када и крај Временског парадокса. Време првих пет стрипова је смештено 5 година раније и то је омогућило нови почетак тима. Након првих 12 издања Џима Лија је наследио Иван Реис. Касније је Реиса наследио Џејсон Фабок.
Првобитна постава тима била је следећа: Супермен, Бетмен, Чудесна жена, Зелена светиљка (Хал Џордан), Аквамен, Флеш и Киборг. Атом, Ватрена олуја и Елемент жена су се нешто касније прикључили тиму.

## Чланови Лиге правде
| Карактер                 | Право име                 | Прикључен лиги                                       | Информације |
| ------------------------ | ------------------------- | ---------------------------------------------------- | --- |
| Бетмен                   | Брус Вејн                 | Лига правде Vol. 2 #6                                | Проналазач |
| Супермен                 | Кларк Кент/Кал-ел         | Лига правде Vol. 2 #6                                | Проналазач |
| Чудесна жена             | Принцеза Дајана           | Лига правде Vol. 2 #6                                | Проналазач |
| Аквамен                  | Артур Кари                | Лига правде Vol. 2 #6                                | Проналазач |
| Флеш                     | Бери Ален                 | Лига правде Vol. 2 #6                                | Проналазач |
| Киборг                   | Виктор Стоун              | Лига правде Vol. 2 #6                                | Проналазач |
| Зелена светиљка          | Хал Џордан                | Лига правде Vol. 2 #6                                | Проналазач |
| Марсовски ловац на главе | Џ'онн Џ'онзз/Џон Џонс     | Између Лига правде Vol. 2 #6 и Лига правде Vol. 2 #7 | Прикључио се али је касније напао и напустио Лигу Правде, што је написано у Лига правде vol. 2 #8. Бивши члан Осматрачнице. Тренутно члан Лиге правде Америке. |
| Зелена стрела            | Оливер Квин               | Лига Правде Америке #4                               | Први пут се појавио у Забавнији стрипови #73 (новембар 1941)                                                                                                   |
| Црна Канаринка           | Дина Лорел Ленс           | Лига Правде Америке#31.                              | Први пут се појавила у Флеш #86 (септембар 1947). Члан херојске групе Птице грабљивице.                                                                        |
| Атом                     | Ронда Пинеда              | Лига правде Vol. 2 #18                               | Појавио се у Лига Правде Vol. 2 #23 као члан Лиге зликоваца Америке, шпијун који се представљао као члан Лиге Правде. Умро у Заувек зли #7.                    |
| Елемент жена             | Емили Сунг                | Лига правде Vol. 2 #18                               | Напустила после Заувек зли #7 |
| Ватрена олуја            | Рони Рејмонд и Џејсон Раш | Лига правде Vol. 2 #18                               | Напустила после Заувек зли #7 |
| Шазам                    | Били Батсон               | Лига правде Vol. 2 #31                               | |

## Непријатељи Лиге правде
| Име зликовца | Прво појављивање                                  | Опис |
| ------------ | ------------------------------------------------- | --- |
| Дарксајд     | Суперменов другар Џими Олсен #134 (новембар 1970) | Дарксајд је владар планете Апокалипс и Дарксајдове елите, и главни актер космичког рата који је довео до Финалне кризе. Из пакла Апокалипса изашао је Дарксајд, оличење зла, немилосрдни тиранин који је захтевао беспрекорну послушност и верност од својих поданика. Иако биће неизмерне снаге, Дарксајд је избегавао да лично улази у сукобе осим ако је био испровоциран. Његове очи емитују Омега зраке, који имају могућност да униште, телепортују или оживе у зависности од Дарксајдових жеља. Његова животна жеља јесте да пронађе и стекне контролу над Анти-животном формулом, која би му омогућила да завлада универзумом. |
| Лекс Лутор   | Акциони стрипови #23 (април 1940)                 | Суперменов непријатељ, када се Човек од челика прикључио Лиги правде, Лутор је то видео као изазов и оформио два пута Лигу неправде. Пре велике кризе био је луди научник, а након кризе корумпирани милијардер. |
| Џокер        | Бетмен #1 (пролеће 1940)                          | Бетменов заклети непријатељ, преварио је Снапер Кара да му преда кључеве од главног штаба Лиге правде и поставио замке за чланове Лиге, борећи се са Лигом самостално. Касније, када је мислио да умире од рака, Џокер је проузроковао анархију на Земљи тако што је заразио зликовце земље својим отровом. |
| Дивљи Вандал | Зелена светиљка #10 (зима 1943)                   | Пећински човек, који је био изложен утицају метеорита који му је даровао бесмртност, и који је манипулисао историјом, био фараон у Египту и учествовао у убиству Гаја Јулија Цезара, прво се суочио са Зеленом светиљком а затим и са остатком Лиге, поставши један од оснивача Лиге неправде, Дивљи је преокренуо свој фокус према Лиги. Он је регрутовао Блатњаво лице, Трн, Помрачење и Соломона Грандија у Лигу неправде. |
| Сирсе        | Чудесна жена #37 (септембар-октобар 1949)         | Моћна вештица која је добила своје моћи од богиње чаробњаштва Хекате, и која је талентована за претварање људи у разнолике звери. Генерално непријатељ Чудесне жене, Сирсе је улазила у сукоб са Лигом у више наврата укључујући Рат Богова, понудом да преузме Копље судбине, као и приликом напада амазонки. |
| Мозгоња      | Акциони стрипове #242 (јул 1958)                  | Један од Суперменових најсмртоноснијих непријатеља, надпросечно интелигентни ванземаљац Мозгоња се сукобио са Лигом у више наврата, као што су Небеска паника и Мозгоња 13 Y2K. |
| Горила Грод  | Флеш #106 (мај 1959)                              | Један из расе супер интелигентних горила са менталним моћима. Првобитно Флешов непријатељ, Грод се сукобио са Лигом у више наврата, као када је водио Тајно друштво супер зликоваца или када је својим умом заробио умове Интернационале Ултрамарин Корпорације. |
| Синестро     | Зелена светиљка #7 (јул-август 1961)              | Смртни непријатељ Хала Џордана и одбегла Зелена светиљка, Синестро се често борио са Лигом као део групе зликоваца док није оформио Синестро корпорацију која је користила жуте прстенове снаге и ратовала са Земљом и њеним браниоцима Лигом правде. |

## Филмови засновани на стриповима Лиге правде и њених чланова
| Година | Назив филма                              |
| ------ | ---------------------------------------- |
| 1951   | Супермен и човек кртица                  |
| 1966   | Бетмен                                   |
| 1978   | Супермен                                 |
| 1980   | Супермен 2                               |
| 1983   | Суперман 3                               |
| 1984   | Супер девојка                            |
| 1987   | Супермен 4                               |
| 1989   | Бетмен                                   |
| 1992   | Повратак Бетмена                         |
| 1995   | Бетмен заувек                            |
| 1997   | Бетмен и Робин                           |
| 2004   | Жена-мачка                               |
| 2005   | Константин                               |
| 2005   | Бетмен почиње                            |
| 2006   | Повратак Супермена                       |
| 2008   | Мрачни Витез                             |
| 2011   | Зелени Фењер                             |
| 2012   | Успон Мрачног Витеза                     |
| 2013   | Човек од Челика                          |
| 2016   | Бетмен против Супермена: Зора праведника |
| 2016   | Одред отписаних                          |
| 2017   | Чудесна Жена                             |
| 2017   | Лига правде                              |
| 2018   | Аквамен                                  |
| 2019   | Шазам!                                   |
| 2020   | Чудесна Жена 1984                        |
| 2021   | Одред отписаних: Нова мисија             |
| 2022   | Бетмен                                   |
| 2022   | Црни Адам                                |
| 2023   | Шазам! Гнев богова                       |